# Ljupčo Ajdinski
Ljupčo Ajdinski (mazedonisch Љупчо Ајдински; eigentlich: Ljubomir Eftimov Ajdinski; * 28. April 1930 in Novo Selo bei Strumica, Jugoslawien; † 1. August 2021) war ein jugoslawischer bzw. mazedonischer Politiker und Sonderpädagoge.

## Leben
Er studierte Pädagogik an der Universität Skopje und Sonderpädagogik an der Universität Belgrad, wo er 1980 promovierte. Er war ordentlicher Professor für Sonderpädagogik an der Universität Belgrad (bis 1992) und an der Universität Skopje (1993 bis 2000).
Er war ab 1972 stellvertretender Minister für Gesundheit und Sozialpolitik der Sozialistischen Republik Mazedonien. Von 1985 bis 1992 war er Abgeordneter des jugoslawischen Bundesparlaments.

## Werke
- (mit Veličko Andreevski): 50 godini zaštita, rehabilitacija, vospitanie i obrazovanie na licata so prečki vo razvojot vo Republika Makedonija (50 Jahre Schutz, Rehabilitation, Erziehung und Bildung für Personen mit Entwicklungsbeeinträchtigungen in der Republik Mazedonien), 2001 (ISBN 9989-9649-0-4)

Ljupčo Ajdinski hat zahlreiche Artikel in wissenschaftlichen Zeitschriften veröffentlicht, unter anderem im Journal of Special Education and Rehabilitation, dessen Editorial Board er angehörte.